# それでも恋する
『それでも恋する』は、2018年10月6日にCBCテレビ製作・TBS系列28局ネットで放送された単発スペシャルのテレビドラマである。三重県の田舎町に住む3人の女性と2人の漁師、そして東京からやって来た若い男性とを巡る恋心と何気ない日常を描く。脚本を手掛ける岡田惠和のオリジナル作品。平成30年度文化庁芸術祭テレビドラマの部参加作品。

## あらすじ
熊野古道の世界遺産登録により多くの観光客が訪れるようになった三重県の、小さな入江の港町。ここはそんな喧噪とはかけ離れた穏やかで柔らかな雰囲気を漂わせる場所だ。その港町に住む3人の女性・民部トモ、畔柳なつ、氏原志保は全員40代独身で、10年近く同じ屋根の下で暮らしている仲良しだ。地元の民芸品を売ったり、台所を昼にはカフェ、夜にはスナックみたいにして、時に喧嘩をしながらも毎日充実した日々を送っている。カフェの常連客である湊太郎と冷水次郎も毎日カフェにやって来ては彼女たちと他愛もない会話を楽しむ。
しかし、そんな穏やかな日々が一変する時が来る。ある日、東京から来た渡邊空と名乗る若い男性が3人の家を訪れる。彼のあまりのカッコよさからハートを射抜かれてしまった3人の女性たち。何気ない日常を穏やかに過ごしてきた3人の女性たちの暮らしが、この出来事によって一変することになる。

## キャスト
- 民部トモ（みんべ とも） - 和久井映見[2]
- 畔柳なつ（あぜやなぎ なつ） - 西田尚美[2]
- 渡邊空（わたなべ そら） - 志尊淳[2]
- 湊太郎（みなと たろう） - 遠山俊也[3]
- 冷水次郎（ひやみず じろう） - 尾美としのり[3]
- 氏原志保（うじはら しほ） - 木村多江[2]

## スタッフ
- 作 - 岡田惠和[1]
- チーフプロデューサー・演出 - 堀場正仁（CBCテレビ）[4]
- 音楽 - 富貴晴美[4]
- ロケ協力 - 尾鷲市、紀北町、東紀州地域振興公社、三重外湾漁業協同組合、熊野漁業協同組合　ほか
- 技術協力 - WING-T、TSP
- 美術協力 - 日映装飾美術
- スタジオ - 国際放映
- アソシエイトプロデューサー - 藤田裕之（オールウェイズ）
- プロデューサー - 尾関美侑（CBCテレビ）[2]、櫻井美恵子（東宝映画）[4]
- 制作協力 - 東宝映画[4]
- 製作著作 - CBCテレビ[4]

## 備考
- CBCテレビは1994年以来、毎年9月下旬～10月上旬頃に全国ネットのスペシャルドラマを制作・放送してきたが、翌2019年はグルメバラエティ特番『ロストグルメ』[5]となった為、スペシャルドラマの制作・放送は行われなかった。翌2020年も同様の企画[6]が放送されている為、本作が現時点では最後のCBCテレビ制作全国ネットによるスペシャルドラマとなっている。